# Ferrari F12berlinetta
El Ferrari F12berlinetta es un automóvil superdeportivo gran turismo de dos puertas con motor central-delantero montado longitudinalmente y tracción trasera, producido por el fabricante italiano Ferrari. Se dio a conocer oficialmente el 29 de febrero del 2012 como sustituto del 599 GTB Fiorano y presentado posteriormente al público en el Salón del Automóvil de Ginebra del mismo año. Fue reemplazado en 2017 por el 812 Superfast.
Recibió el premio Auto Bild Design Award y luego el premio Best Supercar and Luxury Car, otorgado por la revista británica The Sunday Times Driving.

## Motorización

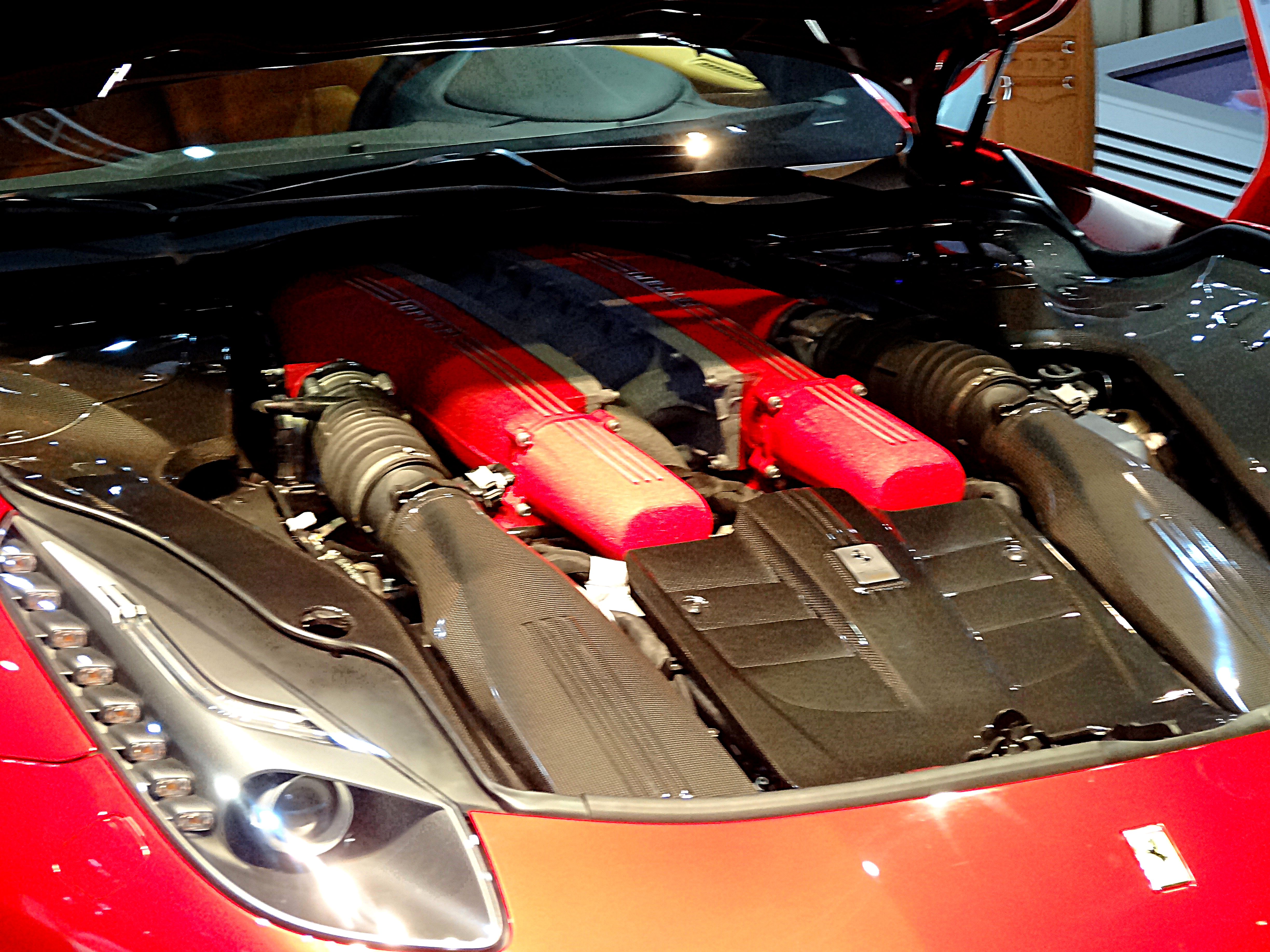
V12 de 6.3 L en un modelo 2013.

El motor V12 a 65° F140 FC de 6262 cm³ (6,3 L; 382,1 plg³), cuenta con inyección indirecta a 200 bares (2843 psi; 19 600 kPa) heredado del Ferrari Enzo, el cual ofrece unas prestaciones sin precedentes para un motor atmosférico, tanto en términos de potencia como de revoluciones. Entrega una potencia máxima de 740 CV (730 HP; 544 kW) a las 8250 rpm, con una potencia específica de 118,2 CV/L, un récord absoluto para esta clase de motores hasta ese momento. Las grandes capacidades de respuesta y aceleración están aseguradas, gracias a un par máximo de 690 N·m (509 lb·pie) a las 6000 rpm, el 80% del cual está ya disponible desde solamente 2500 rpm.
El cigüeñal, colocado en una posición más baja, se ha rediseñado por completo para ayudar a reducir el centro de gravedad; el V12 va 30 mm (1,2 pulgadas) más abajo y hacia atrás en el chasis en comparación con el 599 GTB Fiorano, que envía la potencia a las ruedas traseras a través de una caja de cambios de doble embrague F1 de siete velocidades con relaciones cerradas que proporciona cambios instantáneos, integrada con un diferencial electrónico E-diff.
Las pérdidas de fricción también se han reducido al mínimo, empleando tecnologías como la función de encendido multichispa que realiza detonaciones sucesivas para reducir el consumo de combustible en un 30% en comparación con el 599 GTB Fiorano.
También cuenta con una nueva unidad de control de motor (ECU) con software mejorado. El sistema usa un fluido cuya viscosidad es alterada a través de campos magnéticos en el interior del motor.
Acelera de 0 a 100 km/h (0 a 62 mph) en 3.1 segundos y da una vuelta al Circuito de Fiorano en un tiempo de 1:23. Unas prestaciones excepcionales acompañadas de una experiencia de conducción única, gracias a la posibilidad de entrar más rápido en curvas y su mayor velocidad de giro, junto con la drástica reducción de las distancias de frenado y del ángulo de giro del volante en curvas por parte del conductor.

## Consumo y eficiencia
Se han hecho avances excepcionales en lo referente a consumo de combustible y emisiones, con una disminución en ambos casos del 30%, para quedar en una media de 15 L/100 km (6,7 km/L; 15,7 mpgAm) y unas emisiones de CO2 de 350 g (12,3 onzas)/km, respectivamente, lo que lo hace una referencia en su segmento.

## Carrocería y chasis
El chasis del tipo "spaceframe" y la carrocería son completamente nuevos, de hecho incorporan no menos de 12 aleaciones de aluminio diferentes, algunas de las cuales nunca habían sido utilizadas anteriormente en la industria del automóvil. También se han usado varias tecnologías totalmente nuevas de ensamblaje y unión de componentes. Todo esto ha ayudado a rebajar el peso en seco del vehículo a 1525 kg (3362 libras) y a maximizar la eficiencia de su rendimiento, con una rigidez torsional que se ha incrementado en un 20%.

## Aerodinámica
El intenso trabajo de desarrollo llevado a cabo durante más de 250 horas de pruebas en el túnel de viento, complementado con las simulaciones computacionales de dinámica de fluidos, ha permitido duplicar la eficiencia aerodinámica global del Ferrari F12berlinetta en comparación con el coche que lo precede.
La aerodinámica ha sido desarrollada mano a mano con su estilo, e incorpora un gran número de soluciones innovadoras. Entre ellas se incluyen el Aero Bridge (Puente Aéreo), que usa por primera vez el cofre para crear carga aerodinámica, dirigiendo el aire que pasa por encima de la parte superior del coche hacia el costado, con interacciones beneficiosas también en los pasos de rueda. La eficiencia aerodinámica se ha optimizado posteriormente mediante el uso del sistema "Active Brake Cooling" (Refrigeración Activa de Frenos), es decir, unos álabes en los conductos de aire que se abren únicamente si la temperatura operativa es suficientemente alta. El resultado es que se ha conseguido el Ferrari aerodinámicamente más eficiente en su conjunto jamás construido, un hecho del que da fe la cifra lograda: 1,12, el doble que el 599 GTB Fiorano, con un coeficiente de arrastre de solamente 0.299 y una carga aerodinámica de 123 kg (271 lb) a 200 km/h (124 mph) se ha incrementado en un 76%.

## Frenos
Incorpora un sistema de frenos de disco ventilados carbono-cerámicos (CCM3) de medidas 398 x 38 mm (15,7 x 1,5 pulgadas) en el eje delantero y 360 x 32 mm (14,2 x 1,3 pulgadas) en el trasero. Lleva nuevos amortiguadores magnéticos “Evoluzione” (SCM-E), que tiene doble solenoide, además de la integración completa de los controles electrónicos de dinámica del vehículo "E-diff", ESC, F1-Trac y ABS de alto rendimiento.

## Diseño y estilo
El estilo de Pininfarina se centra en un equilibrio brillante de las proporciones. El diseño, presenta un aspecto innovador y original, con muchos elementos tomados de la tradición de los Ferrari de 12 cilindros. El coche se viste con unas líneas elegantes y agresivas de baja altura, con unos flancos donde los contornos curvados e inclinados canalizan el aire que fluye desde el cofre. Los dos canales aerodinámicos que se crean al reducir el volumen entre los alerones y la protuberancia central del cofre, pasan a por debajo de un puente en el área que hay entre el paso de rueda delantero y la parte baja del pilar "A", antes de fluir hacia los flancos y, a pesar de su tamaño exterior compacto, ofrece un habitáculo excelente en cuanto a espacio y confort.
La trasera se caracteriza por una reinterpretación moderna y funcional de la conocida cola "Kamm", que integra a la perfección las dos paredes verticales del difusor trasero. La original forma de "T" resultante también incorpora dos pilotos traseros circulares y luces completamente de led con una luz posterior antiniebla claramente inspirada en la Fórmula 1. La capacidad del maletero es notablemente buena, teniendo en cuenta el tipo de coche que es con 320 L (84,5 galones americanos) de capacidad, más que la mayoría de autos de la misma categoría.

## Variantes

### Ferrari F12tdf

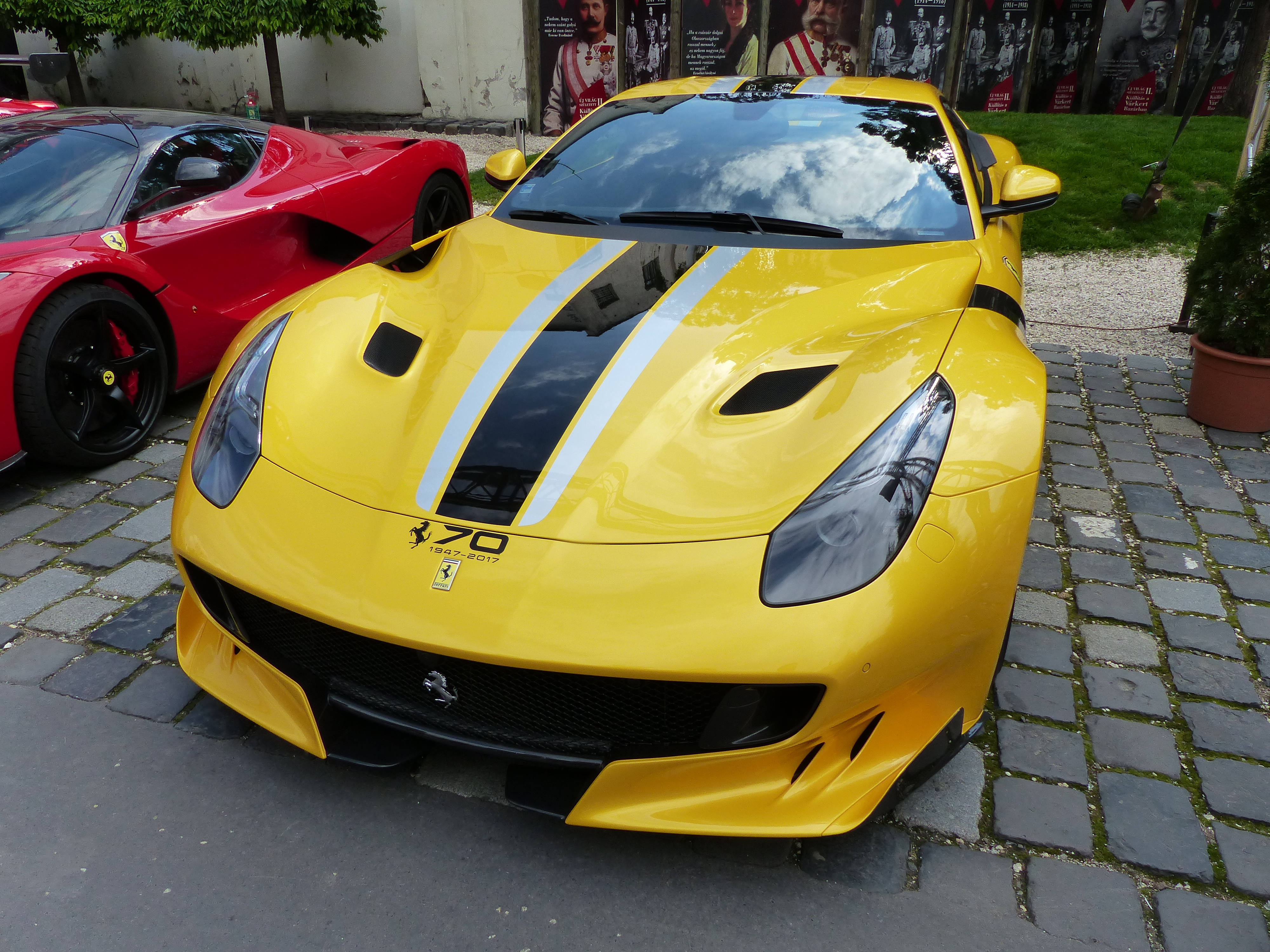
Berlinetta F12tdf.

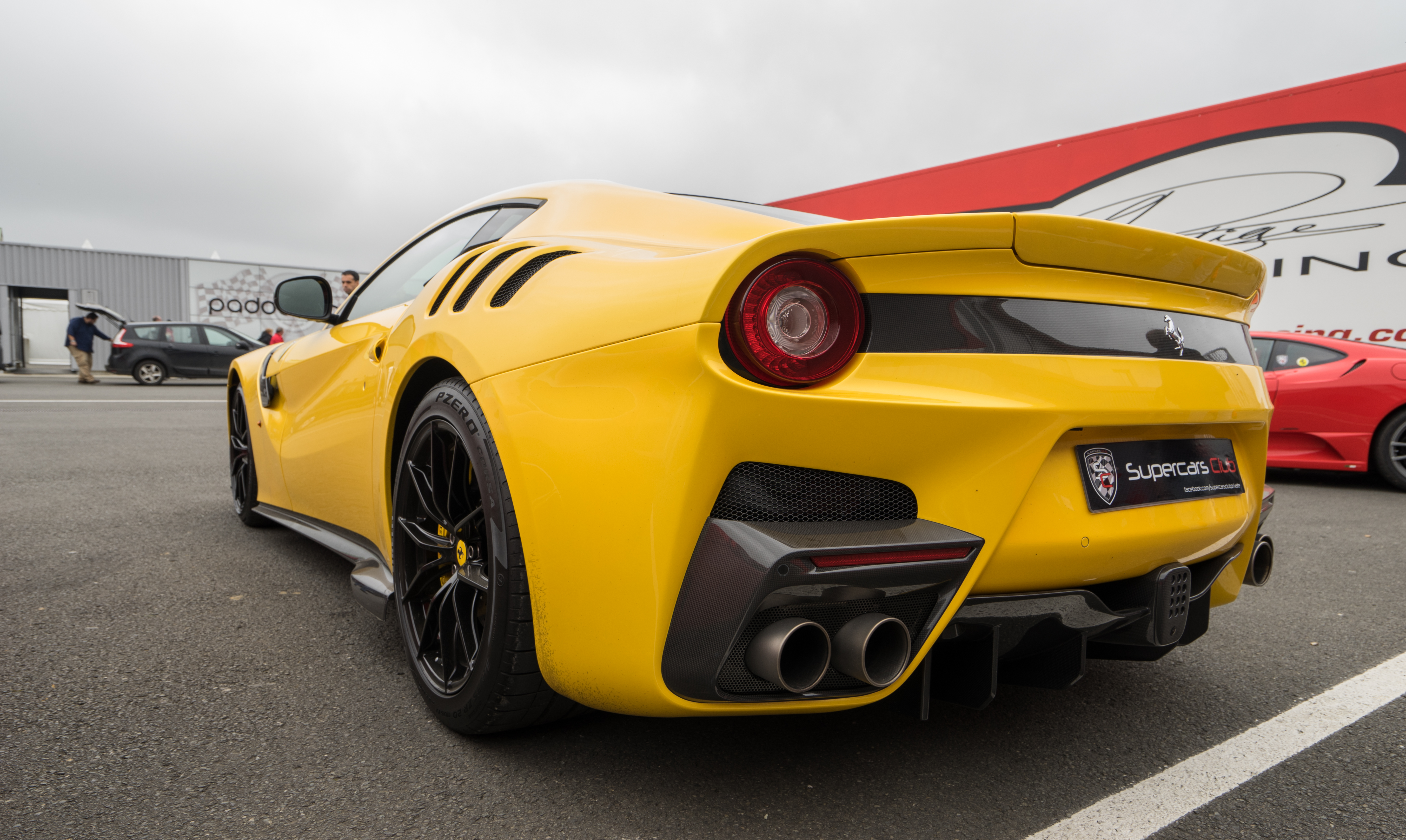
Vista trasera del F12tdf.

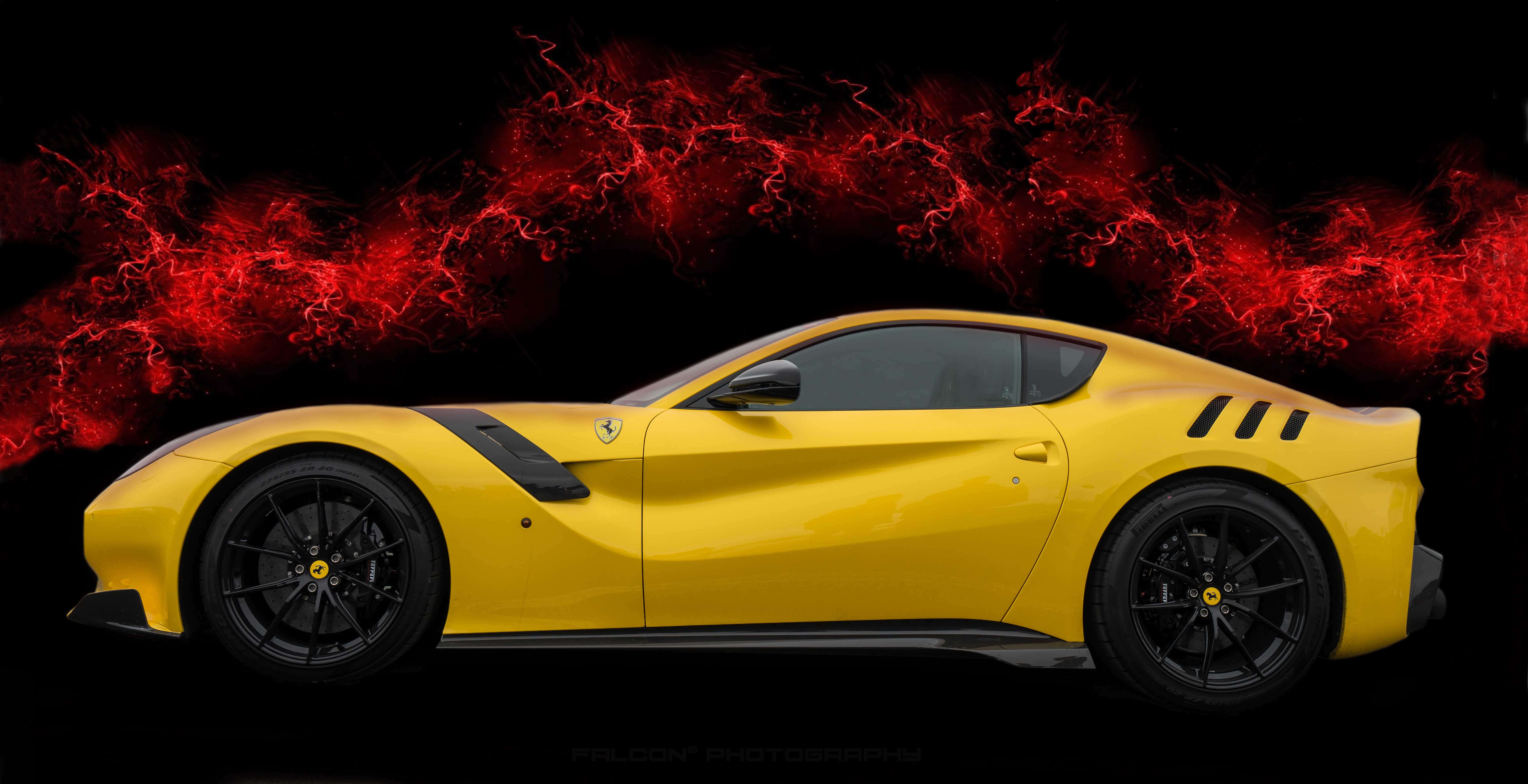
Vista lateral del modelo 2016.

Ejemplifica la capacidad de innovación, esencia del ADN Ferrari en diferentes áreas como: motor, aerodinámica y dinámica del vehículo. El resultado de la nueva berlinetta en términos de aceleración, manejabilidad y agilidad es asombrosamente único.
Su motor produce 780 CV (769 HP; 574 kW) a las 8500 rpm, es decir, 40 CV (39 HP; 29 kW) más que la versión normal y 705 N·m (520 lb·pie) de par máximo a las 6750 rpm, con un 80% disponible desde las 2500 rpm y un régimen de revoluciones limitado hasta las 8900 rpm, del cual solamente se produciría una edición limitada de 799 unidades. Ferrari afirma que este superdeportivo utilizaría soluciones, como válvulas de admisión variable y tapas mecánicas, utilizadas en sus Fórmula 1. Como homenaje al legado de la marca en la competición, las siglas "tdf" simbolizan el Tour de Francia Automovilístico, ya que el Ferrari 250 GT Berlinetta de 1956 fue campeón en cuatro ediciones consecutivas de la carrera de resistencia dominada por el Cavallino Rampante en los años 50 y 60. También contaría con una versión mejorada de su cambio deportivo F1 DCT con engranajes un 6% más cortos, cambios de marcha un 30% más rápidos y hasta un 40% más rápidos en reducciones. Acelera de 0 a 100 km/h (62 mph) en 2,9 segundos, de 0 a 200 km/h (124 mph) en 7,9 segundos y su vuelta rápida a Fiorano la realiza en 1’21”. Con ese tiempo, sería más rápido que un 458 Speciale y que un 488 GTB.
Ferrari también ha trabajado intensificando el uso de fibra de carbono, eliminando la guantera, sustituyendo los tapizados de piel por alcantara, o incluso empleando aluminio desnudo, sin alfombrillas, para conseguir que su peso en vacío se quede en solamente 1415 kg (3120 lb).
El modelo pierde 110 kg (243 lb) de peso en vacío, gracias al rediseño de diversos elementos y al uso de fibra de carbono, tanto en el exterior como en el habitáculo, aunque quizá uno de los detalles más interesantes es que este F12tdf incorpora un sistema de eje trasero direccional, que según la marca busca reducir el subviraje y se beneficia de un 87% más de carga aerodinámica con 230 kg (507 libras) a 200 km/h (124 millas por hora). Los neumáticos delanteros, por su parte, son más anchos: 275 frente a los 255 del F12 normal.
Conserva su carrocería de berlinetta, con un chasis mejorado con soluciones muy diversas. Ferrari ha optado por llantas delanteras que pasan de una anchura de 255 a 275. También se ha aumentado la anchura de la vía delantera, mientras que en el tren trasero se ha empleado una tecnología de eje trasero direccional que Ferrari denomina como Virtual Short Wheelbase. Esencialmente se basa en aportar algo de giro al eje trasero para conseguir que, virtualmente, la batalla parezca acortarse para ofrecer mayor agilidad y rapidez en reacciones, como en cambios de dirección rápidos.
También ha mejorado significativamente, alcanzando una carga de 230 kg (507 lb) a 200 km/h (124 mph), siendo 107 kg (236 lb) más que los que ofrece un F12berlinetta. Se han revisado las defensas, las aletas, los separadores, el suelo plano del vehículo, los alerones y las rejillas, aportándole un aspecto más radical a este superdeportivo, pero sobre todo mejorando su rendimiento aerodinámico. La prueba más evidente de ello es la evolución del Aerobridge, diseño que se ve resaltado por el uso de fibra de carbono. También se ha estrenado un nuevo difusor trasero y un spoiler 60 mm (2,4 pulgadas) más largo y 30 mm (1,2 pulgadas) más alto, para generar una mayor carga aerodinámica en la zaga. Detalles que junto con sus nuevas branquias, aportan todavía más carga aerodinámica.
En el interior, la contundente deportividad del coche se expresa con el mismo grado de pureza en una cabina intencionadamente espartana. El efecto envolvente en torno a la posición de conducción se intensifica con el uso de fibra de carbono para los instrumentos y mandos. Los paneles de las puertas han sido es esculpidos en una única lámina de fibra de carbono, mientras que la guantera ha desaparecido siendo sustituido por un acolchado para las rodillas. El alcantara ha sido utilizada en lugar del tradicional cuero en el acabado interior, junto con tejido técnico para los asientos y aluminio impreso en lugar de alfombrillas de suelo, todo ello con el objetivo de aligerar el peso al máximo. Tiene un rediseño radical de carrocería, interior, motor y transmisión.
A nivel estético, además de una trabajada aerodinámica o una apariencia más ancha, incorpora un spoiler 6 cm (2,4 pulgadas) más largo y 3 cm (1,2 pulgadas) más alto, así como un difusor digno de competición, con flaps activos y varias de tomas de aire y ventilación. En el habitáculo hay mucha fibra de carbono, incluso en los paneles de las puertas, tapicería de tela, inserciones de alcantara y molduras de aluminio en lugar de alfombrillas.

### Ferrari F12 TRS

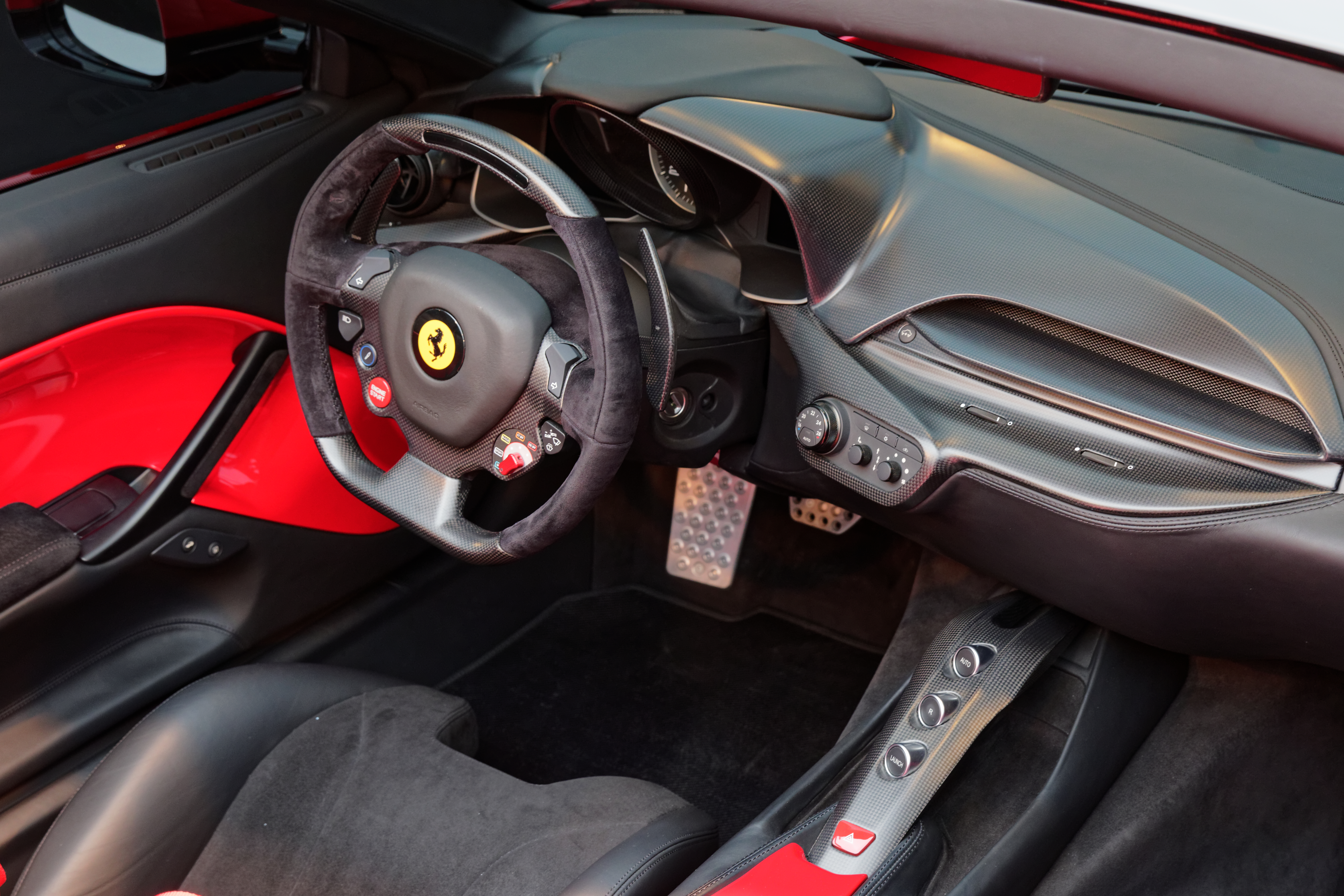
Habitáculo interior.

Es un one-off muy especial denominado "barchetta" fabricado por Ferrari Special Projects. Al principio se esperaba solamente una unidad, pero finalmente se fabricaron dos: una de color rojo y la otra en gris plata, aunque antes la 2ª era de color negro. Es un variante Spider del F12berlinetta que ha prescindido de techo para perfilar una línea acristalada sugerente y evocadora.
Fue presentado en 2014 en el Ferrari Cavalcade, diseñado por Flavio Manzoni, el cual es una reinterpretación moderna de los roadster de carreras de antaño, como el Ferrari 250 Testa Rossa de 1957. Contaría con un diseño menos propio de una berlinetta, con un agresivo diseño superdeportivo.
Cuenta con spoiler con un conducto especial que genera un impulso aerodinámico, splitter delantero, alerón, paragolpes de fibra de carbono y se ha instalado un difusor nuevo. Las llantas tienen un diseño exclusivo.
Los mandos del aire acondicionado se han reducido en número mientras que algunos elementos como la guantera, las salidas de ventilación centrales, el sistema de sonido o los controles de las ventanillas han sido eliminados.
La segunda unidad es un Ferrari F12 TRS cromado presentado en el Ferrari Cavalcade de 2015. El diseño de los faros también cambió y se han integrado los retrovisores, con un diseño que es digno de un GT de carreras. El parabrisas forma una pieza única con los cristales laterales, lo que lo hace destacar todavía más.
Tiene un techo removible parecido al del 599 SA Aperta. Se han eliminando todos los elementos que no intervengan directamente o mermen la parte de las prestaciones del coche, como los mandos de los elevalunas, la guantera, el equipo de audio, las salidas de aire centrales etc. Los materiales del interior, como el cuero, alcantara y fibra de carbono combinados con piezas en el mismo color rojo Corsa de la carrocería, son más técnicos y robustos y presentan mayor resistencia al desgaste. Ambas unidades fueron rediseñadas posteriormente.
Según Ferrari, su motor tiene las mismas prestaciones que el F12berlinetta. Acelera de 0 a 200 km/h (124 mph) en 8,1 segundos. Su precio fue de US$ 4,2 millones para la primera unidad y la segunda tuvo un precio 3,1 millones de €.
Mecánicamente contaba con un sistema híbrido como el KERS del LaFerrari para aumentar la potencia del supuesto motor. Participó en el Festival de la Velocidad de Goodwood de 2014.

### SP America
Es un coche único basado en el F12berlinetta completado en 2014 y desarrollado bajo el programa de "Ferrari Special Projects". Cuenta con carrocería personalizada, incluido un cofre rediseñado con tres ventilaciones, que según muchos críticos recuerda al 250 GTO. También tiene ventilaciones únicas en los guardabarros y listones detrás de las ventanas, así como un parachoques delantero rediseñado y una parte trasera rediseñada con un difusor grande y un alerón integrado. El coche fue encargado por Danny Wegman, director ejecutivo de Wegmans Food Markets.

### Ferrari F60 America

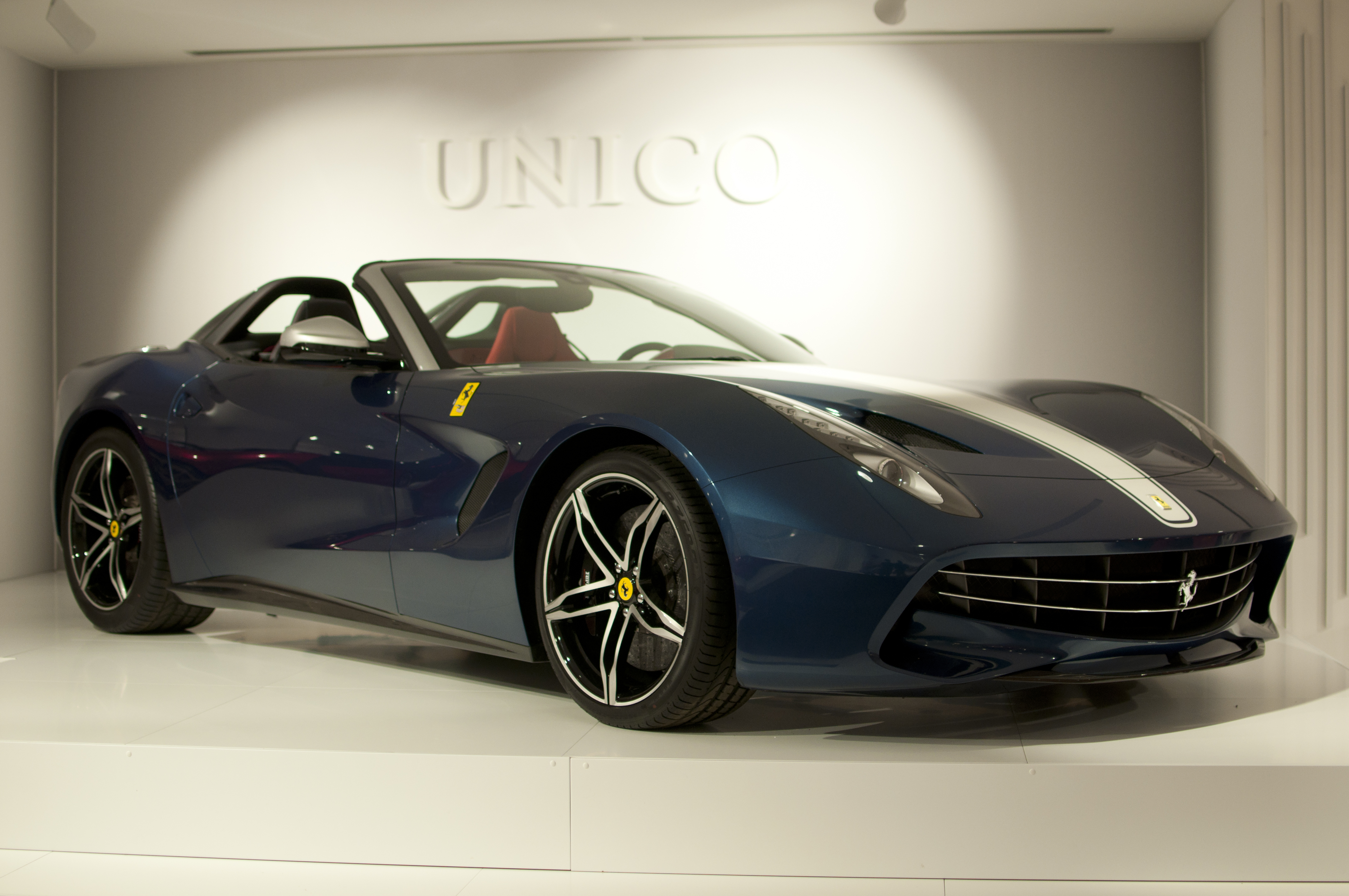
En exhibición en el Museo Ferrari.

Ferrari celebra su 60 aniversario en América del Norte con la creación de esta edición especial. Solamente se fabricaron 10 unidades de un descapotable de techo de lona con carrocería bicolor azul y blanco, a imagen y semejanza de varios de los equipos de competición con los que Ferrari ha participado en diversas carreras celebradas en suelo norteamericano y una serie de detalles estéticos y de equipamiento que aumentan su atractivo. Este número de unidades que se producirían coinciden con las que en su día la firma italiana también ofreció de una de las joyas clásicas más pretendidas por los coleccionistas, como es el 275 GTS4 NART Spider de 1967, la versión descapotable del 275GTB4.
Es capaz de cerrar la capota de lona con el vehículo en marcha, siempre y cuando no se superen los 120 km/h (75 mph) de velocidad.
A nivel estético y de seguridad, destacan los dos protectores antivuelco colocados detrás de los asientos forrados en cuero, así como los asientos de competición y los materiales de gran calidad que se reparten por el interior.

### Touring Berlinetta Lusso

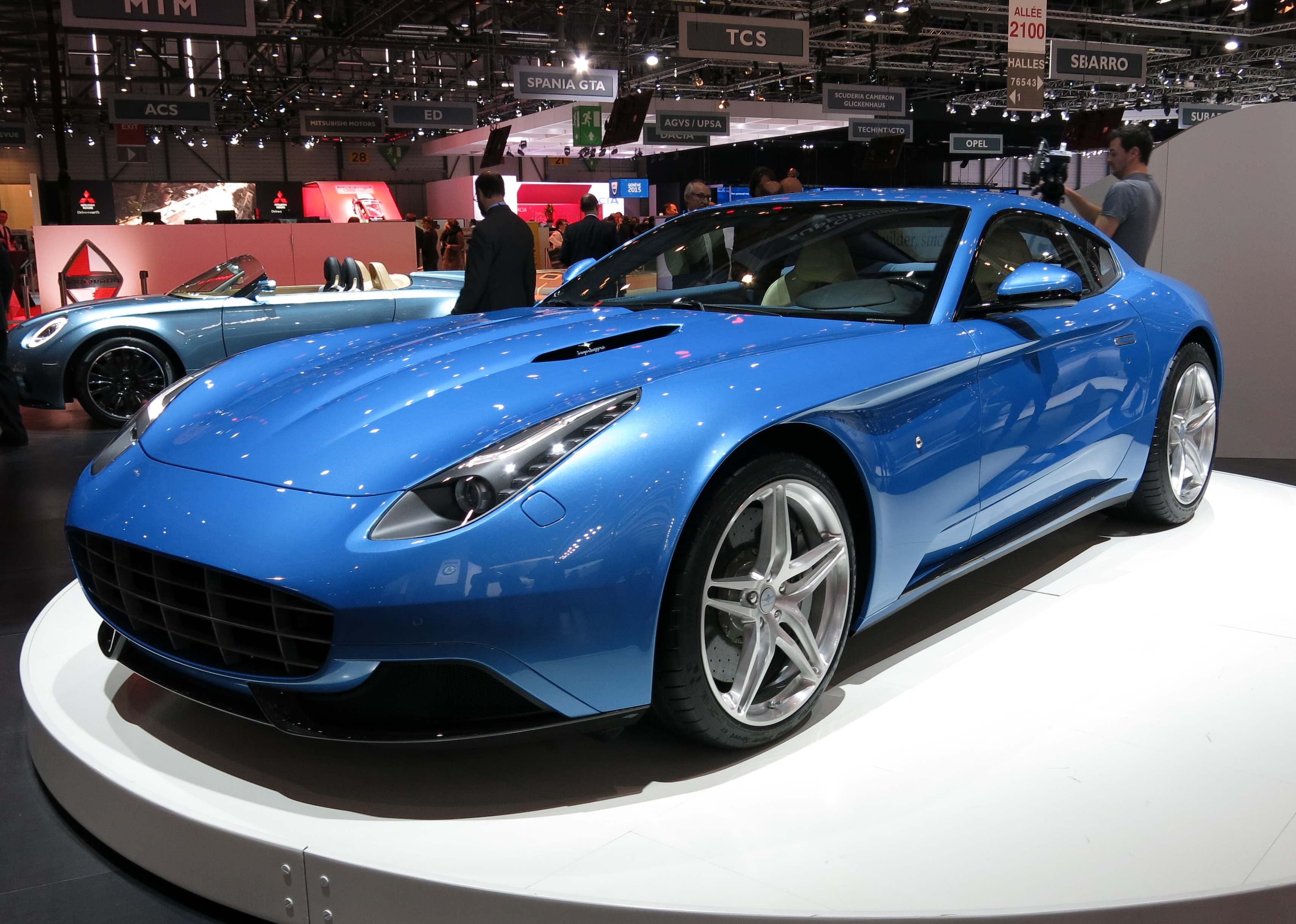
Touring Berlinetta Lusso en el Salón del Automóvil de Ginebra de 2015.

Carrozzeria Touring Superleggera ha fabricado una obra maestra basado en un Ferrari F12 berlinetta, llamado el Berlinetta Lusso.
En el Salón del Automóvil de Ginebra, se ha presentado desde el clásico preparador una obra más moderna que resucita, pero igual de cuidada que siempre. El mítico Ferrari 250 GT Lusso renace con otro nombre y sin "Il Cavallino Rampante", pero con la misma esencia.
Cuenta con el mismo motor del F12berlinetta con un peso total de 1645 kg (3627 lb), cuya carrocería solamente puede ser reproducida si se hace a mano aunque con alguna ayuda tecnológica, pero alejado de la producción en masa, que no puede entrar en juego en este caso. Cada pequeño detalle tiene que ser cuidadosamente mirado por estos artesanos de los automóviles para dar vida a este ligero e innovador, pero siempre clásico y fiel a lo que representa.
Incluye piezas de aluminio y de fibra de carbono fabricadas totalmente a mano, que para que lo preparen, es necesario esperar seis meses a que el trabajo esté hecho. Solamente habrá cinco preparaciones en su fábrica de Milán y una vez se reciba el coche empiezan a correr los dos años de garantía, sin importar la cantidad de kilómetros.

### F12berlinetta SG50 Edition
El SG50 Edition es un modelo único creado para celebrar los 50 años de independencia de Singapur. Los cambios sobre el F12berlinetta incluyen una librea roja y blanca con una pintura especial "Rosso Singapore" en el exterior y tapicería de cuero del mismo color en el interior. El esquema de color está diseñado para reflejar los colores de la bandera de Singapur. Además, el coche tiene leones de Singapur bordados en el reposacabezas, así como las palabras "Singapore 50th Anniversary Edition 1/1" en el volante y los umbrales de las puertas.

### SP275 RW Competizione
Ferrari ha aprovechado la celebración de las Finali Mondiali para presentar un nuevo y único coche diseñado por y para un cliente muy especial a través del departamento Special Projects de la división Tailor Made: el Ferrari SP 275 RW Competizione, un deportivo creado a partir de la base técnica de un F12tdf, por lo que desarrolla la misma potencia de 780 CV (769 HP; 574 kW).
Su presentación se ha realizado al público en el mítico circuito de carreras de Daytona International Speedway, donde ha sido expuesto junto a otras varias obras de Ferrari, como el F60 America y el P540 Superfast Aperta. Se puede a ver cierta evolución en los diseños de ambos modelos para ser plasmada en la carrocería de este SP275 RW Competizione.
El propietario hizo un encargo especial, realizado por el estadounidense Dr. Rick Workman, quien habría solicitado a Ferrari la fabricación de un modelo único inspirado en el codiciado Ferrari 275 GTB/C de 1964 propiedad de Preston Henn.

### Ferrari SP3JC
Este colorido auto ha sido diseñado por el Ferrari Styling Center y ha sido encargado por un cliente y coleccionista de la armadora italiana. Su solicitud se basó en un roadster puro utilizando el chasis y el tren del F12tdf.
El SP3JC es un auto único, remontado a los épicos Ferrari de motor V12 Spider de los años 50 y 60. El acabado de color dual y los 2 años que tomaron para elaborarlo, dieron que en su fabricación el cliente tuvo una estrecha participación todo el tiempo, con la combinación de colores Azzurro Met y Giallo Modena. Estos son aplicados sobre el color principal de Bianco Italia.
Presenta una postura muy musculosa con esculturas dinámicas en los flancos diseñados para enfatizar el diseño del motor delantero, un contorno distintivo de admisión de aire en la parte delantera y una fascia trasera espectacular con barras horizontales que contribuyen a una postura más amplia.

### Touring Superleggera Aero 3
Touring Superleggera es uno de los pocos carroceros históricos italianos que quedan en actividad y presenta su creación: el Touring Aero3 realizado a mano y en fibra de carbono sobre una base del F12berlinetta, por lo que tendría una potencia máxima de 740 CV (730 HP; 544 kW) y del cual se fabricarían un máximo de 15 unidades.
Según la firma italiana, el Aero 3 es un tributo al papel de la propia empresa en el desarrollo de la "ciencia de la aerodinámica automotriz", cuando comenzó a utilizar el túnel de viento para dar forma al diseño de los coches de competición.
Esa gigantesca aleta dorsal que se extiende desde la parte superior de la cabina hasta la zaga del automóvil. No tiene ninguna función aerodinámica en sí misma, pero evoca el legado aerodinámico de Touring, desde los años treinta en adelante, según Louis de Fabribeckers, jefe de diseño de la compañía.
La parte delantera está dominada por una parrilla trapezoidal que recuerda tanto al Biscione de Alfa Romeo como a los riñones de BMW.
Touring fabricaría el Aero3 exclusivamente bajo pedido y no haría más de 15 unidades en total. Todas son realizadas a mano con 5000 horas de trabajo y a gusto del cliente.

## Especificaciones
| Variantes                             | F12berlinetta                                                                          | F12tdf                                                                   |
| ------------------------------------- | -------------------------------------------------------------------------------------- | ------------------------------------------------------------------------ |
| Distribución                          | Doble DOHC árbol de levas a la cabeza y 4 válvulas por cilindro, con VVT               | Doble DOHC árbol de levas a la cabeza y 4 válvulas por cilindro, con VVT |
| Alimentación                          | Inyección indirecta con admisión variable, naturalmente aspirado                       | Inyección indirecta con admisión variable, naturalmente aspirado         |
| Diámetro x carrera                    | 94 x 75,2 mm (3,70 x 2,96 pulgadas)                                                    | 94 x 75,2 mm (3,70 x 2,96 pulgadas)                                      |
| Relación de compresión                | 13.5:1                                                                                 | 13.5:1                                                                   |
| Capacidad del depósito de combustible | 92 litros (24,3 galAm)                                                                 | 92 litros (24,3 galAm)                                                   |
| Distribución de peso                  | 46% delantero y 54% trasero                                                            | 46% delantero y 54% trasero                                              |
| Asistencias electrónicas              | Control de estabilidad y de tracción "F1"                                              | Control de estabilidad y de tracción "F1"                                |
| Línea roja                            | 8700 rpm                                                                               | 8900 rpm                                                                 |
| Peso en orden de marcha               | 1630 kg (3594 libras)                                                                  | 1520 kg (3351 libras)                                                    |
| Peso en seco                          | 1525 kg (3362 libras)                                                                  | 1415 kg (3120 libras)                                                    |
| Potencia máxima                       | 740 CV (730 HP; 544 kW) @ 8250 rpm                                                     | 780 CV (769 HP; 574 kW) @ 8500 rpm                                       |
| Par máximo                            | 690 N·m (509 lb·pie) @ 6000 rpm                                                        | 705 N·m (520 lb·pie) @ 6750 rpm                                          |
| Relación peso a potencia              | 2,1 kg/CV                                                                              | 1,8 kg/CV                                                                |
| Potencia específica                   | 118,2 CV/L                                                                             | 124,6 CV/L                                                               |
| Emisiones de CO2                      | 513 g (18,1 oz)/km (urbano) 256 g (9 oz)/km (carretera) 350 g (12,3 oz)/km (combinado) | 360 g (12,7 oz)/km (combinado)                                           |
| Aceleración                           |                                                                                        |                                                                          |
| 0 a 100 km/h (0 a 62 mph)             | 3.1 segundos                                                                           | 2.9 segundos                                                             |
| 0 a 200 km/h (0 a 124 mph)            | 8.5 segundos                                                                           | 7.9 segundos                                                             |